# NBCUniversal Entertainment Japan
NBCUniversal Entertainment Japan LLC (яп. NBCユニバーサル・エンターテイメントジャパン合同会社 Энуби:си: Юниба:сару Энта:тэймэнто Дзапан Го:до:-гайся) (ранее Geneon Universal Entertainment и Pioneer LDC — Pioneer LaserDisc Company, филиал компании Pioneer Corporation) — японская компания, расположенная в Акасаке, Токио. Специализируется на спонсировании музыки, аниме и домашней развлекательной продукции. Geneon также занимался созданием и распространением нескольких аниме в Японии. Северо-американский филиал Geneon (изначально основанный как Pioneer Entertainment) специализируется на переводе и распространении аниме и сопутствующих товаров (например, саундтреков). «Geneon» — это языковая контаминация английских слов (англ. generate) и (англ. eon). 1 февраля 2009 года Geneon слился с Universal Pictures Japan в Geneon Universal Entertainment.

## История
Geneon Universal был создан под названием Pioneer LDC в 1981 году. В июле 2003 года компания была приобретена японской рекламной и маркетинговой фирмой Dentsu и переименована в Geneon Entertainment (североамериканский отдел — в Geneon USA). Последнее переименование полностью вступило в силу лишь в феврале 2004 года, так как выпущенные DVD всё ещё содержали логотипы Pioneer LDC. Даже после переименования диски выпускались с логотипом Pioneer LDC вместе с Geneon USA, пока в феврале 2005 года логотип Pioneer LDC не был удалён.
Кроме того, был подписан контракт с Viz Media (на тот момент Viz Communications) для выпуска собственных DVD, таких аниме как Покемон и Ранма ½ (ещё до того, как Viz начал выпускать собственные DVD-диски). Geneon также подписал договор с Funimation Entertainment для производства и распространения домашнего видео, выпуска 53-67 серий и первых трёх фильмов Dragon Ball Z, пока Funimation не начал сам дублировать серии.
В ноябре 2004 года Geneon USA подписал контракт Toei Animation для распространения некоторых своих работ на североамериканском рынке. В выпускаемые товары входили Air Master, Interlude, и Slam Dunk. Тем не менее, в конце 2006 года контракт завершился и выпуск продукции прекратился.
В марте 2007 года Geneon стал эксклюзивным дистрибьютором в Северной Америке для Bandai Visual USA. Четыре месяца спустя было объявлено, что ADV Films возьмет на себя распространение, маркетинг, и продажи в США, которыми занимался Geneon USA, начиная с 1 октября 2007 года. Согласно сообщению, Geneon USA будут продолжать приобретать лицензии, и производить субтитры и дублировать аниме на английский для выпуска в Северной Америке. Но контракт был разорван в сентябре, до реализации, несколько компаний дали не вдаваясь в детали сказали что «не смогли достичь соглашения». 3 декабря Geneon USA был закрыт, с работами которые были заказаны 5 ноября. Тайтлы, которые были в середине выпуска или лицензированные, но неизданные остались в подвешенном состоянии. Продукцию Bandai Visual USA не затронуло закрытие Geneon USA, хотя некоторые были перенесены до того как Bandai Visual найдет нового дистрибьютора.
Funimation Entertainment, другой североамериканский дистрибьютор аниме, начал переговоры с Geneon USA для приобретения некоторых лицензий аниме. В июле 2008 года было объявлено об официальном соглашении и Funimation приобрела права «производить, продавать и распространять» различные аниме и дорамы. 12 ноября 2008 года, Dentsu объявил что продает 80,1 % своих акций филиалу компании NBC Universal, Universal Pictures International Entertainment (UPI), который планирует объединить их со своим филиалом Universal Pictures Japan для создания новой компании. Слияние завершилось 1 февраля 2009 года. Новая компания была названа Geneon Universal Entertainment Japan. 9 декабря 2013 название компании было изменено на NBCUniversal Entertainment Japan

## Отзывы
В 2006 году Сообществом продвижения японской анимации Geneon USA была названа «лучшей аниме-компанией».

## Исполнители

### Текущие
- Iku
- Kiji☆Muna
- Quasimode
- The Kuricorder Quartet
- The Indigo
- Stephanie Yanez
- Thyme
- Veltpunch (Evol/G.U.E.)[17]
- MEGUMI
- heidi.
- Casiopea
- Anna Saeki
- Show Ska
- Sunaga T
- Hoff Dylan
- Sister Kaya
- Nagi Yanagi
- Jyukai (Sistus/G.U.E.)
  - Manami Watanabe (Vocalist, Sistus/G.U.E.)
- Younha (Sistus/G.U.E.)
- Mizuno Saaya (Rondo Robe/G.U.E.)
- N’s (Rondo Robe/G.U.E.)
- Elisa (Rondo Robe/G.U.E.)
- Fumiko Orikasa (Rondo Robe/G.U.E.)
- Maon Kurosaki (Rondo Robe/G.U.E.)
- Yoko Takahashi (Rondo Robe/G.U.E.)
- fripSide (Rondo Robe/G.U.E.)
- Karen Girls (Rondo Robe/G.U.E.)
- Zettai Karen Children в которую входят Ая Хирано, Рёко Сираиси и Харука Томацу (Rondo Robe/G.U.E.)
  - Хирано представитель от Lantis, Сираиси представитель от Starchild и Томацу представитель от Music Ray’n.
- Kisida Kyodan (Rondo Robe/G.U.E.)
- Love Planet Five (Rondo Robe/G.U.E./I've Sound)
  - Mami Kawada (Rondo Robe/G.U.E./I’ve Sound)
  - Eiko Shimamiya (Rondo Robe/G.U.E./I’ve Sound)
  - Mell (Rondo Robe/G.U.E./I’ve Sound)
  - Kaori Utatsuki (Rondo Robe/G.U.E./I’ve Sound)
- C.G mix (Rondo Robe/G.U.E./I’ve Sound)
- Mitsuki Saiga (Cosmic★Motion/G.U.E.)
- Yoshiki Fukuyama (Seesonic/G.U.E.)
- Yū Asakawa (Seesonic/G.U.E.)
- Rio Natsuki (Seesonic/G.U.E.)
- Nobutoshi Canna (Seesonic/G.U.E.)

### Бывшие
- Reiko Abe (Evolution/Dwango (была в G.U.E., сейчас в Avex.)
- dos
- H.A.N.D. (распущено в 1996 году)
- Susumu Hirasawa (перешел в Nippon Columbia, позже создал свою независимую компанию; Paranoia Agent Original Soundtrack выпущен в США Американским филиалом)
  - P-MODEL (перешел в Nippon Columbia, ушли в независимую, распались)
- Mayumi Iizuka (перешел в Tokuma Japan Communications)
- Yoko Ishida (вернулся обратно в Nippon Columbia)
- Sora Izumikawa (founded Dog Rights)
- Tomomi Kahala (перешел в Universal Music Japan, дочерняя компания G.U.E.)
- Katsumi (перешел в Tricycle Entertainment)
- Tetsuya Komuro (перешел в Avex)
- Kotoko (Rondo Robe/G.U.E./I’ve Sound (перешел в Warner Music Japan)
- LauLa (перешел в Universal Music Japan)
- Ken Matsudaira (перешел в Avex)
- Monday Michiru (работает с Grand Gallery)
- Keizo Nakamishi (перешел в VAP)
- Tomoe Ohmi (Evolution/Dwango [была в G.U.E., сейчас в Avex.])
- Masami Okui (Evolution/Dwango [была в G.U.E., сейчас в Avex.] Перешел в Pony Canyon)
- Sachi Tainaka (Sistus/G.U.E.) (перешел в BounDEE)
- Penicillin (перешел в Nippon Crown)
- Naomi Tamura (перешел в King Records)
- George Tokoro (работает с Avex)
- Volta Masters (перешел в Avex)
- Toshinori Yonekura (перешел в Universal Music Japan)

## Распространяющие лейблы
- J.A.W.S. Records
- Five Records
- Mellow Head
- Wave Master Happies
- Irma Records Japan
- Extra Freedom